# Nikolái Zinin
Nikolái Nikoláievich Zinin (en ruso: Никола́й Никола́евич Зи́нин; 13 de agostojul./ 25 de agosto de 1812greg. – 6 de febrerojul./ 18 de febrero de 1880greg.) fue un químico orgánico ruso, conocido por la reacción que lleva su nombre, la reducción de Zinin.

## Biografía
Zinin estudió en la Universidad de Kazán, graduándose en matemáticas, y pasó a ser profesor de química en 1835. Amplió conocimientos en diferentes centros universitarios de Europa entre 1833 y 1841. Estudió con Justus von Liebig en Gießen, donde completó una investigación sobre la condensación de la benzoína que había descubierto Liebig unos años antes. Posteriormente presentó sus resultados como tesis doctoral en la Universidad de San Petersburgo, donde se doctoró. Obtuvo una plaza de profesor de química en la Universidad de Kazán y en 1847 pasó a la Universidad de San Petersburgo, ingresando también en la Academia de Ciencias de Rusia. Fue el primer presidente de la Academia Russa de Física y Química (1868-1877).
En la Universidad de San Petersburgo fue profesor privado del joven Alfred Nobel. También fueron alumnos suyos los destacados químicos rusos Aleksandr Borodín y Aleksandr Bútlerov.

## Obra
En cuanto a su obra, destaca la reacción de Zinin o reducción de Zinin, en la que los nitroderivados de anillos aromáticos, como el nitrobenceno, se transforman en aminas por reducción con sulfuro de sodio.